# Лондонска општина Илинг
Лондонска општина Илинг (енгл. London Borough of Ealing, изговор: iːlɪŋ) је лондонска општина која се налази у западном делу Лондона, у Енглеској и чини делове ширег језгра Лондона. Њен административни центар је Илинг Бродвеј. Локалну власт чини Веће општине Илинг.

## Место
Лондонска општина Илинг граничи се са Лондонском општином Хилингтон на западу, Хароу и Брент на северу, Хамерсмитом и Фуламом на истоку и Хинслуом на југу.
Лондонска општина је основана 1965. године спајањем области општине Илинг, у Саутхолу и општине Актон из Мидлесекса.